# Trofeo SC Corsanico
Le Trofeo S.C. Corsanico est une course cycliste italienne disputée autour de Corsanico (it), frazione de la commune de Massarosa en Toscane. Cette épreuve tire son nom de la Società Ciclistica Corsanico, organisatrice de l'épreuve. Elle fait partie du calendrier national de la Fédération cycliste italienne.
L'édition 2019 sert de parcours pour le championnat d'Italie sur route espoirs. En 2020, la course est annulée.

## Palmarès depuis 1997
| Année | Vainqueur             | Deuxième                 | Troisième                |
| ----- | --------------------- | ------------------------ | ------------------------ |
| 1997  | Aldo Zanetti          |                          |                          |
| 1998  | Fabio Quercioli       | Cristian Marianelli      | Rinaldo Nocentini        |
| 1999  | Alessandro Del Sarto  | Stefano Pitanti          | Cristian Marianelli      |
| 2000  | Luca De Angeli        |                          |                          |
| 2001  | Markus Knöpfle        | Fabio Quercioli          | Vittorio Valle Vallomini |
| 2002  | Giancarlo Checchin    | Francesco Mazzantini     | Manuele Mori             |
| 2003  | Simone Guidi          | Alessandro Barotti       | Manuele Mori             |
| 2004  | Matteo Lasurdi        | Vittorio Valle Vallomini | Maxim Belkov             |
| 2005  | Gianluca Mirenda (it) | Davide Bonuccelli (de)   | Hubert Krys              |
| 2006  | Alessandro Proni      | Alexey Shchebelin        | Francesco Ginanni        |
| 2007  | Francesco Ginanni     | Federico Canuti          | Jarosław Dombrowski      |
| 2008  | Emanuele Vona         | Mirko Battaglini         | Gianluca Mirenda (it)    |
| 2009  | Andrea Piechele       | Yonathan Monsalve        | Davide Appollonio        |
| 2010  | Gabriele Graziani     | Kristian Sbaragli        | Gennaro Maddaluno        |
| 2011  | Alessio Casini        | Davide Mucelli           | Rafael Andriato          |
| 2012  | Luca Benedetti        | Valerio Conti            | Andrea Manfredi          |
| 2013  | Luca Benedetti        | Giuseppe Cicciari        | Mario Sgrinzato          |
| 2014  | Pierpaolo Ficara      | Mirko Trosino            | Luca Cingi               |
| 2015  | Alessio Finocchi      | Matteo Trippi            | Lorenzo Fortunato        |
| 2016  | Edward Ravasi         | Andrea Garosio           | Fausto Masnada           |
| 2017  | Aleksandr Riabushenko | Davide Gabburo           | Lorenzo Fortunato        |
| 2018  | Marco Murgano         | Michael Delle Foglie     | Yuri Colonna             |
| 2019  | Marco Frigo           | Nicolas Dalla Valle      | Filippo Zana             |
| 2020  | annulé                | annulé                   | annulé                   |
| 2021  | Alessandro Verre      | Sergio Meris             | Andrea Piccolo           |
| 2022  | Gabriele Porta        | Matteo Regnanti          | Nicolò Garibbo           |
| 2023  | Emanuele Ansaloni     | Luca Cavallo             | Nicolò Garibbo           |
| 2024  | William Harding       | Emanuele Ansaloni        | Luca Cavallo             |